# San Xurxo da Mariña

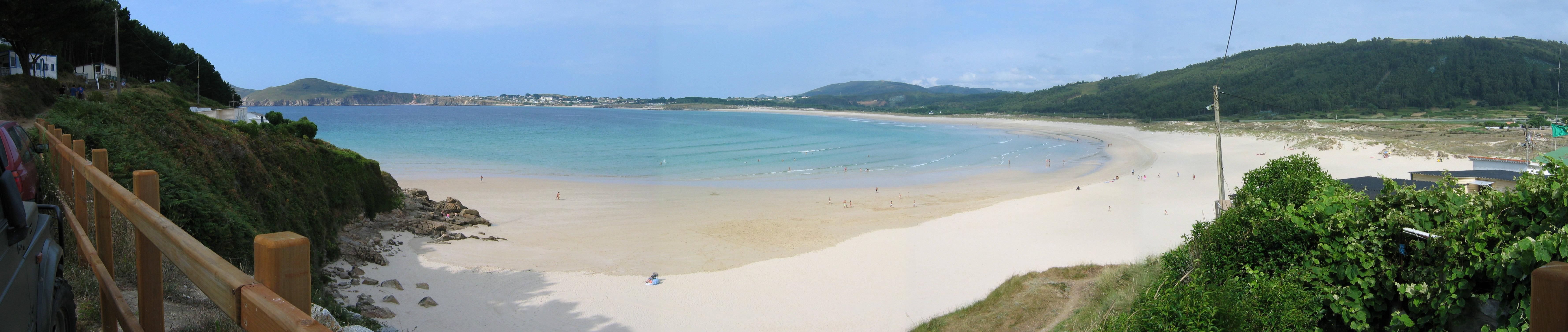
Platja de San Xurxo

San Xurxo da Mariña és una parròquia del municipi gallec de Ferrol, a la província de la Corunya. Es troba a l'oest del terme municipal, a la costa atlàntica. Hi ha diverses platges a la zona i un alt nombre de segones residències.
L'any 2015 tenia 410 habitants agrupats en 2 entitats de població: Vila da Area (209 habitants) i Vila da Eirexa (201 habitants).